# 奇棘鱼
奇棘鱼（学名：Idiacanthus fasciola）为輻鰭魚綱巨口魚目巨口鱼科奇棘鱼属的鱼类。分布于台湾岛等，體長可達48.9公分，棲息深度可達2000公尺。该物种的模式产地在西太平洋。

## 外物連結
- Froese, R. & Pauly, D. (eds.) (2011). Idiacanthus fasciola. FishBase. Version 2011-12.